# Valózhyn
Valozhyn (en bielorruso: Валожын) o Volozhin (del ruso: Воложин) es una ciudad subdistrital de Bielorrusia, capital del distrito homónimo en la provincia de Minsk. Se ubica a 75 km al noroeste de la capital Minsk sobre el río Valózhynka.
En 2023, la ciudad tenía una población de 10 064 habitantes.

## Historia
La región perteneció al Principado de Pólatsk y en el siglo XII ya existían edificaciones en el lugar, algunas de las cuales se conservan actualmente en la plaza central. Los príncipes de Valozhyn fueron desterrados del lugar en 1440 por rebelarse contra Casimiro IV Jagellón de Lituania. Para el siglo XV la ciudad formaba parte del Gran Ducado de Lituania y en tal condición se integró a la República de las Dos Naciones, en 1569. La región era conocida por su tierra fértil, donde prosperaban el cultivo de lino, así como la ganadería caballar y vacuna. 
En 1681, se estableció el monasterio Bernadino, que incluyó una facultad de teología. Desde 1795, la ciudad pasó al dominio del Imperio ruso. En 1803, fue construido el Palacio Tyszkiewicz. Durante el siglo XIX, funcionó la famosa Yeshivá de Volozhin, centro de estudios judío. En 1839, Jozef Tyszkiewicz plantó un gran parque y estableció un zoológico público a lo largo del río Valózhynka. Tres grandes incendios, en 1815, 1880 y 1886, afectaron la ciudad que fue después reconstruida.
En 1918, el ejército de Alemania ocupó Valozhyn. En 1919, el ejército de Polonia tomó la ciudad que permaneció bajo dominio polaco por 20 años. Desde entonces se produjeron ataques a los residentes judíos.
En 1939, Valozhyn fue anexada a la República Socialista Soviética de Bielorrusia. La ciudad estuvo ocupada por las tropas nazis entre el 25 de junio de 1941 y el 5 de julio de 1944, período durante el cual los nazis aniquilaron a los más de 3 mil habitantes judíos y a los rusos residentes. Tras la disolución de la Unión Soviética en 1991, Valozhyn se integró en la Bielorrusia independiente.
La economía de la ciudad depende de las industrias de alimentos, textil y maderera.